# Saifai airstrip
Safai Airstrip (hindi: सैफ़ई हवाई पट्टी) är en flygplats i Indien.   Den ligger i distriktet Etāwah och delstaten Uttar Pradesh, i den centrala delen av landet, 260 km sydost om huvudstaden New Delhi. Saifai airstrip ligger 148 meter över havet.
Terrängen runt Saifai airstrip är mycket platt. Runt Saifai airstrip är det tätbefolkat, med 790 invånare per kvadratkilometer. Närmaste större samhälle är Etawah, 17,4 km söder om Saifai airstrip. Trakten runt Saifai airstrip består till största delen av jordbruksmark.